# ラメージ (ミサイル駆逐艦)
|          | |
| 艦歴     | |
| 発注     | 1990年2月21日                                                                                              |
| 起工     | 1993年1月4日                                                                                               |
| 進水     | 1994年2月1日                                                                                               |
| 就役     | 1995年7月22日                                                                                              |
| 退役     | |
| その後   | 就役中 |
| 要目     | |
| 排水量   | 満載: 8,362 トン                                                                                           |
| 全長     | 153.9 m (505 ft)                                                                                           |
| 全幅     | 20.1 m (66 ft)                                                                                             |
| 吃水     | 9.4 m (31 ft)                                                                                              |
| 機関     | COGAG方式                                                                                                  |
| 機関     | LM 2500-30ガスタービンエンジン (27,000shp) ×4基                                                            |
| 機関     | 可変ピッチプロペラ（5翅）×2軸                                                                              |
| 最大速   | 31ノット                                                                                                   |
| 航続距離 | 4,400 海里（20ノット時）                                                                                   |
| 乗員     | 士官、兵員 337名                                                                                           |
| 兵装     | Mk.45 mod.2 5インチ単装砲 ×1基                                                                             |
| 兵装     | Mk.38 25mm単装機関砲 ×2基                                                                                  |
| 兵装     | Mk.15 20mmCIWS×2基                                                                                         |
| 兵装     | M2 12.7mm機銃 ×4挺                                                                                         |
| 兵装     | Mk.41 mod.2 VLS ×90セル - SM-2MR/ER SAM - SM-3 ABM - ESSM 短SAM - VLA SUM - トマホーク SLCM などを発射可能 |
| 兵装     | ハープーンSSM 4連装発射筒×2基                                                                              |
| 兵装     | Mk.32 3連装短魚雷発射管×2基                                                                                |
| 艦載機   | ヘリコプター甲板のみ, 格納庫なし                                                                           |
| C4ISTAR  | AWS B/L 5 (Mk.99 GMFCS×3基)                                                                                |
| C4ISTAR  | AN/SQQ-89                                                                                                  |
| センサ   | AN/SPY-1D 多機能レーダー×4面                                                                               |
| センサ   | AN/SPS-67 対水上レーダー×1基                                                                               |
| センサ   | AN/SQS-53C艦首装備ソナー                                                                                   |
| センサ   | AN/SQR-19 曳航ソナー                                                                                       |
| 電子戦   | AN/SLQ-32(V)2 ESM装置                                                                                      |
| 電子戦   | Mk.36 mod.12 デコイ発射装置                                                                                |
| モットー | Par Excellence                                                                                             |

ラメージ (英語: USS Ramage, DDG-61) は、アメリカ海軍のミサイル駆逐艦。アーレイ・バーク級ミサイル駆逐艦の11番艦。艦名は第二次世界大戦で潜水艦を指揮したローソン・P・ラメージ中将に因む。

## 艦歴
ラメージはミシシッピ州パスカグーラのインガルス造船所で1993年1月4日に起工し、1994年2月11日にバーバラ・ラメージ（ラメージ提督の妻）によって命名、進水し、1995年7月22日に就役した。
1997年7月21日、ラメージはマサチューセッツ湾でコンスティチューション(USS Constitution)のエスコートを行った。
ラメージは1970年代にインガルス造船によって開発されたモジュラー工法によって建造された。
これらの革新的な技術によってラメージのような大型艦の建造が可能となった。船体は三分割され、上部構造モジュールが最終的に結合される。主機のような大型部品から配線、配管といった部分も何百もの組み立て部品に分割され、それらはいくつかのブロックとして連結された。これらのブロックは三分割された船体に組み込まれた。船体上部構造モジュールは組み立て工程の初期に船体中央モジュールに接合された。
ラメージの進水は建造方法同様にユニークなものであった。船体は巨大な車台に乗せられ、レール上を通り乾ドックに移動した。1994年2月11日に乾ドックに注水が行われ、船体は浮上した。その後ラメージは従来方式の洗礼式およびテストを行うためドックに移動した。
2009年10月28日、ポーランド北部のグディニアに寄港中、M240機関銃を3発街の方向へ打ち込んだ。発砲時は乗組員により機銃の掃除が行われている最中だったとのこと。